# Alberto Ascari

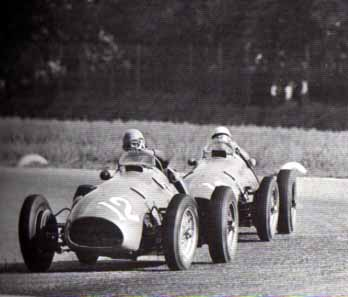
Alberto Ascari en Luigi Villoresi in actie tijdens de Grand Prix Formule 1 van Italië 1952.

Alberto Ascari (Milaan, 13 juli 1918 - Monza, 26 mei 1955) was een van de eerste toonaangevende Formule 1-rijders en een succesvol Scuderia Ferrari-coureur. Hij werd wereldkampioen in 1952 en 1953.

## Carrière
Het eerste officiële Formule 1 seizoen vond plaats in 1950. Het team van Enzo Ferrari debuteerde in Monaco met Ascari, Luigi Villoresi en Raymond Sommer. Ascari behaalde een tweede plaats tijdens deze race. Later dat jaar behaalde hij ook nog een podiumplaats in Monza, waar hij ook tweede werd. Ascari eindigde als vijfde in het kampioenschap.
Zijn eerste overwinning in de Formule 1 volgde een jaar later op de beruchte Nürburgring. Dankzij een tweede overwinning, behaald in Monza, werd hij tweede in het kampioenschap, achter Juan Manuel Fangio.
In 1952 won Ascari zes van de acht races en hij werd dat jaar dan ook de eerste wereldkampioen voor Ferrari. Ook in het volgende seizoen (1953) was Ascari in vorm. Door de eerste race van het seizoen te winnen vestigde hij een record van zeven overwinningen op rij. Een record dat lange tijd staande hield, maar dat in 2013 werd verbroken door Sebastian Vettel die negen races op rij won. De Indianapolis 500 van 1953 niet meegerekend (omdat er nauwelijks Europeanen aan mee deden) in de scores, heeft Ascari negen overwinningen achter elkaar. Ascari sloot zowel het seizoen in 1952 als in 1953 als kampioen af.
In 1954 kwam hij echter geen een keer aan de finish van een race. In 1955 reed hij nog twee races, maar haalde nooit de finish. In zijn laatste race, de  Grand Prix van Monaco, reed hij in zijn Lancia D50 met oververhitte remmen de haven in na het missen van de chicane. Enkele dagen later, op 26 mei, overleed hij tijdens het testen van een Ferrari op het circuit van Monza als gevolg van een crash. De bocht waarin het gebeurde, draagt nog steeds zijn naam: Variante Ascari.

## Formule 1-resultaten
| Jaar | Entrant                   | Chassis         | Motor               | 1       | 2       | 3     | 4       | 5       | 6       | 7       | 8       | 9       | WDC | Punten    |
| ---- | ------------------------- | --------------- | ------------------- | ------- | ------- | ----- | ------- | ------- | ------- | ------- | ------- | ------- | --- | --------- |
| 1950 | Scuderia Ferrari          | Ferrari 125     | Ferrari V12         | GBR     | MON 2   | 500   | SUI Ret |         | FRA DNS |         |         |         | 5   | 11        |
| 1950 | Scuderia Ferrari          | Ferrari 125/275 | Ferrari V12         |         |         |       |         | BEL 5   |         |         |         |         | 5   | 11        |
| 1950 | Scuderia Ferrari          | Ferrari 375     | Ferrari V12         |         |         |       |         |         |         | ITA 2 * |         |         | 5   | 11        |
| 1951 | Scuderia Ferrari          | Ferrari 375     | Ferrari V12         | SUI 6   | 500     | BEL 2 | FRA 2 † | GBR Ret | GER 1   | ITA 1   | ESP 4   |         | 2   | 25 (28)   |
| 1952 | Scuderia Ferrari          | Ferrari 375     | Ferrari V12         |         | 500 Ret |       |         |         |         |         |         |         | 1   | 36 (53½)  |
| 1952 | Scuderia Ferrari          | Ferrari 500     | Ferrari Straight-4  | SUI     |         | BEL 1 | FRA 1   | GBR 1   | GER 1   | NED 1   | ITA 1   |         | 1   | 36 (53½)  |
| 1953 | Scuderia Ferrari          | Ferrari 500     | Ferrari Straight-4  | ARG 1   | 500     | NED 1 | BEL 1   | FRA 4   | GBR 1   | GER 8 ‡ | SUI 1   | ITA Ret | 1   | 34½ (46½) |
| 1954 | Officine Alfieri Maserati | Maserati 250F   | Maserati Straight-6 | ARG     | 500     | BEL   | FRA Ret | GBR Ret | GER     | SUI     |         |         | 25  | 1⁄7       |
| 1954 | Scuderia Ferrari          | Ferrari 625     | Ferrari Straight-4  |         |         |       |         |         |         |         | ITA Ret |         | 25  | 1⁄7       |
| 1954 | Scuderia Lancia           | Lancia D50      | Lancia V8           |         |         |       |         |         |         |         |         | ESP Ret | 25  | 1⁄7       |
| 1955 | Scuderia Lancia           | Lancia D50      | Lancia V8           | ARG Ret | MON Ret | 500   | BEL     | NED     | GBR     | ITA     |         |         | NC  | 0         |

## Trivia
In 1998 werd het Britse automerk Ascari opgericht, vernoemd naar deze coureur.